# سارا نونيز
سارا نونيز (بالفنلندية: Sara Nunes)‏ هي مغنية فنلندية، ولدت في 1980.

## وصلات خارجية
- سارا نونيز على موقع ميوزك برينز (الإنجليزية)
- سارا نونيز على موقع ديسكوغز (الإنجليزية)